# 华夏电影
华夏电影发行有限责任公司，简称华影集团或华影，是一家中國大陸的电影公司，是中国大陆第二家拥有进口影片全国发行权的机构（第一家是中国电影集团公司）。华夏电影的成立，标志着中影集团在大陆单一垄断格局的结束，是中国电影发行放映机制改革的一大进步。

## 公司组成
华夏电影是股份制企业，注册资本高达6000万元，共同投资的企事业单位有18家之多。
| 股东                             | 份额 |
| 国家广播电视总局机关服务中心     | 20%  |
| 中国电影股份有限公司             | 14%  |
| 上海电影股份有限公司             | 11%  |
| 长影集团有限责任公司             | 10％ |
| 西安电影制片厂有限公司           |      |
| 潇湘电影集团有限公司             |      |
| 浙江时代电影院线股份有限公司     |      |
| 四川太平洋电影院线有限公司       |      |
| 上海联和电影院线有限责任公司     |      |
| 湖北银兴院线影业有限责任公司     |      |
| 北京新影联影业有限责任公司       |      |
| 峨眉电影制片厂                   |      |
| 北京紫禁城影业有限责任公司       |      |
| 广东珠影影视制作有限公司         |      |
| 广东珠江电影院线有限公司         |      |
| 珠江影业传媒股份有限公司         |      |
| 天山电影制片厂                   |      |
| 辽宁中影北方电影院线有限责任公司 |      |

## 公司机构
共6个职能部门
| 部门       | 职能 |
| 综合办公室 | 负责对各业务部门进行综合协调并督促检查和公司的行政及保证工作。 |
| 发行一部   | 参与各种影片的发宣传工作。 |
| 发行二部   | 参与各种影片的发宣传工作。 |
| 放管办公室 | 负责数字硬盘制作，密钥制作发放等。 |
| 监察统计   | 负责监督各地影院规范经营，防止票房偷漏瞒报。 |
| 财务统计部 | 负责财务会计处理、发行及其它收入结算、会计核算、成本管理与控制。努力管好股东的资产，定期向股东会、董事会提供真实可靠的财务报告并结合财务经济指标编制综合统计报表及经营情况分析报告。 |

## 合作院线
- 北京新影联院线
- 北京世纪环球电影院线
- 北京中影星美院线
- 辽宁北方电影院线
- 重庆万和院线
- 温州雁荡电影院线
- 上海大光明院线
- 湖北银兴院线
- 四川峨眉电影院线
- 四川太平洋院线
- 上海联和电影院线

## 电影作品
不完全

### 电影制作
- 2009年：《小人国》 《鲜花》
- 2010年：《山生》 《梦回金沙城》 《天上掉下个林妹妹》
- 2015年：《浪漫天降》
- 2016年：《情况不妙》《大话西游3》《追凶者也》《七月与安生》《驴得水》《情圣》
- 2017年：《合约男女》《疯岳撬佳人》
- 2019年：《我和我的祖国》（领衔出品）

### 电影发行
- 2010年：《越光宝盒》 《A面B面》 《复兴之路》 《人在囧途》 《小题大做》 《决战刹马镇》 《名侦探柯南：漆黑的追踪者》
- 2015年：《哆啦A梦：伴我同行》
- 2016年：《新·大雄的日本诞生》《你的名字。》
- 2017年：《大雄的南极冰冰凉大冒险》
- 2018年：《红海行动》（联合发行）《一出好戏》（联合发行）
- 2019年：《中国机长》（联合发行）《烈火英雄》（联合发行）《雪人奇缘》（联合发行）
- 2019年：《丑娃娃》（联合发行）《天氣之子》
- 2024年：《喜羊羊与灰太狼之守护》《奇妙萌可大电影》（联合发行）
- 2025年：《神奇4侠：初露锋芒》《小鹿斑比：清算》